# Draft WNBA 2021
Il Draft WNBA 2021 fu il 25º draft tenuto dalla WNBA e si svolse il 15 aprile 2021 e venne trasmesso unicamente in televisione, senza una cerimonia fisica con la presenza di squadre e giocatrici, a causa della pandemia di COVID-19.

## Primo giro
|   | Indica una giocatrice che è stata selezionata per almeno un All-Star Game |
| * | Indica la giocatrice che ha vinto il titolo di Rookie of the Year         |
|   | Indica una giocatrice che non ha mai giocato una partita in WNBA          |

| Scelta | Giocatrice           | Nazionalità | Squadra WNBA                                  | College/Squadra di club |
| ------ | -------------------- | ----------- | --------------------------------------------- | ----------------------- |
| 1      | Charli Collier       | Stati Uniti | Dallas Wings (da New York via Seattle)        | Texas Longhorns         |
| 2      | Awak Kuier           | Finlandia   | Dallas Wings                                  | Eirene Ragusa           |
| 3      | Aari McDonald        | Stati Uniti | Atlanta Dream                                 | Arizona Wildcats        |
| 4      | Kysre Gondrezick     | Stati Uniti | Indiana Fever                                 | WV Mountaineers         |
| 5      | Chelsea Dungee       | Stati Uniti | Dallas Wings (da Washington via New York)     | Princeton Tigers        |
| 6      | Michaela Onyenwere * | Stati Uniti | New York Liberty (da Connecticut via Phoenix) | UCLA Bruins             |
| 7      | Jasmine Walker       | Stati Uniti | Los Angeles Sparks (da Chicago via Dallas)    | Alabama Crim. Tide      |
| 8      | Shyla Heal           | Australia   | Chicago Sky (da Phoenix via Dallas)           | Townsville Fire         |
| 9      | Rennia Davis         | Stati Uniti | Minnesota Lynx                                | Tenn. L. Volunteers     |
| 10     | Stephanie Watts      | Stati Uniti | Los Angeles Sparks                            | N. Carol. Tar Heels     |
| 11     | Aaliyah Wilson       | Stati Uniti | Seattle Storm                                 | Texas A&M Aggies        |
| 12     | Iliana Rupert        | Francia     | Las Vegas Aces                                | C.J.M. Bourges          |

## Secondo giro
| Scelta | Giocatrice         | Nazionalità | Squadra WNBA                            | College/Squadra di club |
| ------ | ------------------ | ----------- | --------------------------------------- | ----------------------- |
| 13     | Dana Evans         | Stati Uniti | Dallas Wings (da New York)              | Louisville Cardinals    |
| 14     | Destiny Slocum     | Stati Uniti | Las Vegas Aces (da Fever)               | Ark. Razorbacks         |
| 15     | Raquel Carrera     | Spagna      | Atlanta Dream                           | Valencia B.C.           |
| 16     | Natasha Mack       | Stati Uniti | Chicago Sky (da Dallas via Los Angeles) | OSU Cowgirls            |
| 17     | DiDi Richards      | Stati Uniti | New York Liberty (da Washington)        | Baylor Lady Bears       |
| 18     | Kiana Williams     | Stati Uniti | Seattle Storm (da Connecticut)          | Stanford Cardinal       |
| 19     | Unique Thompson    | Stati Uniti | Indiana Fever (da Chicago)              | Auburn Tigers           |
| 20     | DiJonai Carrington | Stati Uniti | Connecticut Sun (da Phoenix)            | Baylor Lady Bears       |
| 21     | Micaela Kelly      | Stati Uniti | Connecticut Sun (da Minnesota)          | CMU Chippewas           |
| 22     | Arella Guirantes   | Porto Rico  | Los Angeles Sparks                      | Rutgers S. Knights      |
| 23     | N'dea Jones        | Stati Uniti | Seattle Storm                           | Texas A&M Aggies        |
| 24     | Trinity Baptiste   | Stati Uniti | Indiana Fever (da Las Vegas)            | Arizona Wildcats        |

## Terzo giro
| Scelta | Giocatrice       | Nazionalità | Squadra WNBA                     | College/Squadra di club |
| ------ | ---------------- | ----------- | -------------------------------- | ----------------------- |
| 25     | Valerie Higgins  | Stati Uniti | New York Liberty                 | Pacific Tigers          |
| 26     | Chelsey Perry    | Stati Uniti | Indiana Fever                    | UTM Skyhawks            |
| 27     | Lindsey Pulliam  | Stati Uniti | Atlanta Dream                    | Northwest. Wildcats     |
| 28     | Ivana Raca       | Serbia      | Los Angeles Sparks (da Dallas)   | W.F. Dem. Deacons       |
| 29     | Marine Fauthoux  | Francia     | New York Liberty (da Washington) | Lyon ASVEL              |
| 30     | Aleah Goodman    | Stati Uniti | Connecticut Sun                  | Oregon St. Beavers      |
| 31     | Florencia Chagas | Argentina   | Indiana Fever (da Chicago)       | USE Empoli              |
| 32     | Ciera Johnson    | Stati Uniti | Phoenix Mercury                  | Texas A&M Aggies        |
| 33     | Maya Caldwell    | Stati Uniti | Indiana Fever (da Minnesota)     | Georgia L. Bulld.       |
| 34     | Aina Ayuso       | Spagna      | Los Angeles Sparks               | Saragozza               |
| 35     | Natalie Kucowski | Stati Uniti | Seattle Storm                    | Lafayette Leopards      |
| 36     | Kionna Jeter     | Stati Uniti | Las Vegas Aces                   | Towson Tigers           |